# 恒星统称列表

## 季节相关
- 春季大弧线：玉衡，开阳，摇光，大角星，角宿一，以及乌鸦座诸星
- 春季大三角：大角星，五帝座一，角宿一
  - 大钻石：春季大三角加上常陈一
- 夏季大三角：天津四，织女一，河鼓二
- 秋季四边形：室宿一，室宿二，壁宿一，壁宿二
- 秋季南三角：北落師門，土司空，火鳥六
- 冬季大三角：参宿四，南河三，天狼星
  - 冬季六边形：参宿七，毕宿五，五车二，北河三，南河三，天狼星

## 不跨星座的星群
- 北斗七星：天枢，天璇，天玑，天权，玉衡，开阳，摇光，位于大熊座
- 小北斗：小熊座中的七颗亮星[1]
- 镰刀：在狮子座的头部，从轩辕七（狮子座ε）止于轩辕十四（狮子座α）的恒星构成的曲线。
- 南斗六星：斗宿一，斗宿二，斗宿三，斗宿四，斗宿五，斗宿六，位于人马座
- 北十字星：天鵝座的中心部分，相對於南十字星。
- 三星
  - 参宿三星：参宿一，参宿二，参宿三
  - 心宿三星：心宿一，心宿二，心宿三
  - 河鼓三星：河鼓一，河鼓二，河鼓三

## 跨星座的星群
- 假十字：天社三（船帆座δ），天社五（船帆座κ），海石一（船底座ε），海石二（船帆座ι）

## 与文化和应用相关的星群
- 四大王星：毕宿五，心宿二，轩辕十四，北落师门[2][3]
- 航海九星： 轩辕十四，毕宿五，北河三，北落师门，娄宿三，角宿一，心宿二，河鼓二，室宿一[4]

## 註解
1. ↑  有时候也用小北斗代指整个小熊座
2. ↑  美索不达米亚人所谓的王者之星，它们近似均匀地分布在黄道附近
3. ↑  Geoffrey Cornelius 著, 马永波 译(2001). THE STARLORE HANDBOOK. 中央编译出版社. ISBN 7-80109-444-1. 104页
4. ↑  马壮 著，天文学概论简明讲义：这九颗星的赤纬都不超过南北30°，而且每两颗星之间的赤经间隔都约为3小时左右，在全球除两极附近外，各个大洋上都能观测到这九颗星

## 外部連結
- WIKISKY.ORG - Interactive Sky Map （页面存档备份，存于）